# Ernst August I van Hannover
Ernst August I (Londen, 5 juni 1771 - Hannover, 18 november 1851), hertog van Cumberland en Teviotdale, was van 1837 tot 1851 koning van Hannover.

## Jeugd
Ernst August werd geboren in Buckingham Palace als vijfde zoon en achtste kind van George III van Hannover en het Verenigd Koninkrijk en diens vrouw Charlotte van Mecklenburg-Strelitz. Hij werd thuis onderwezen en bezocht in de zomer van 1786 samen met zijn jongere broers Adolf en August Frederik de universiteit van Göttingen. Samen met Adolf ging hij in 1791 naar Hannover om van veldmaarschalk Heinrich Wilhelm von Freytag militaire training te ontvangen. Hij bleek ondanks zijn bijziendheid een uitstekend ruiter en schutter te zijn. Von Freytag was zo onder de indruk dat hij Ernst August al na slechts twee maanden als kapitein in de cavalerie aanstelde.

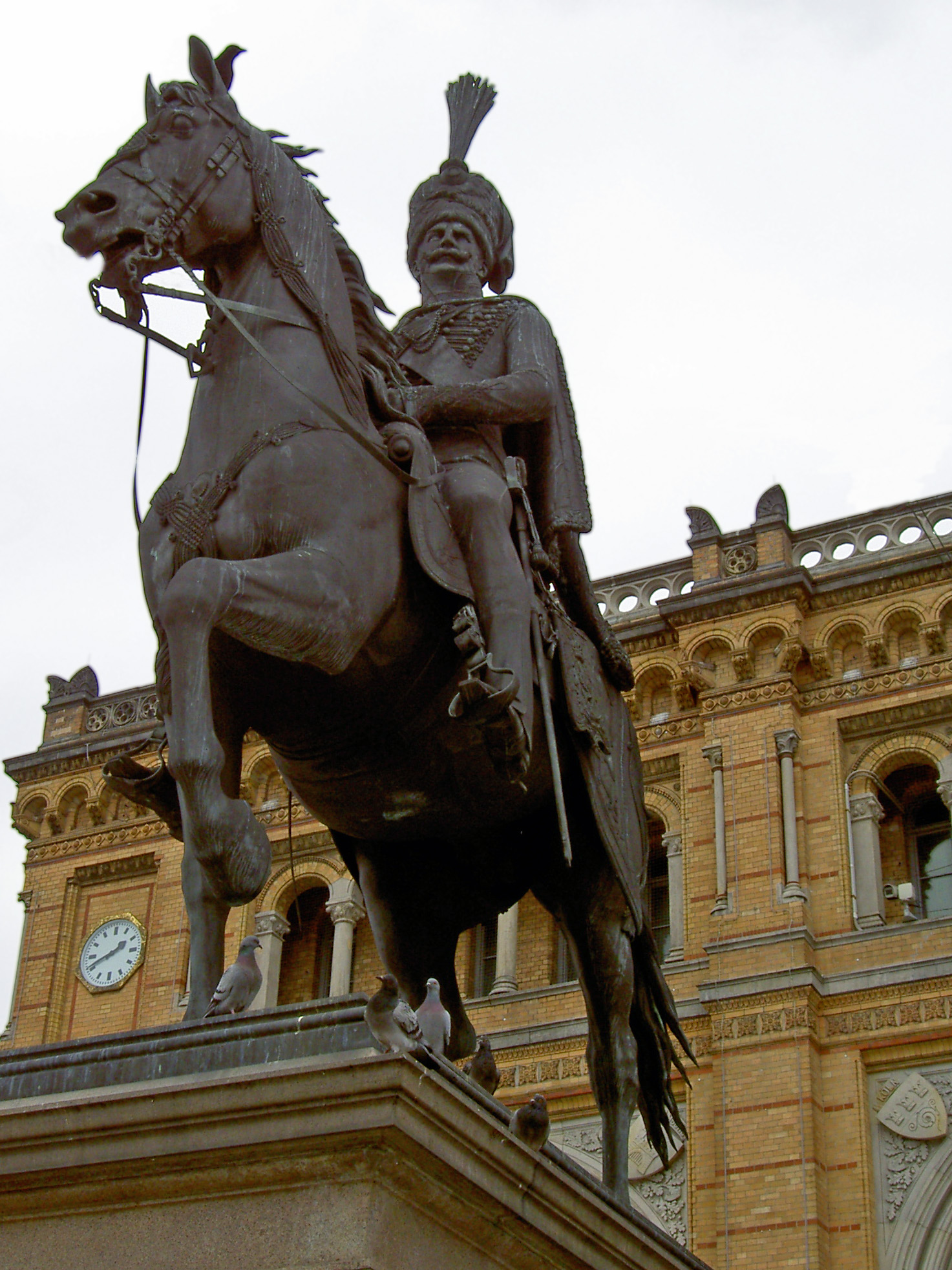
Het Ernst August-monument voor het Centraal Station in Hannover

In maart 1792 werd Ernst August officieel kolonel in de 9e Hannoveraanse Lichte Dragonders. Het jaar daarop had hij het commando van de eerste Brigade van Cavalerie. Tijdens de Eerste Coalitieoorlog (1793-1797) was hij gestationeerd in Tourcoing, het hoofdkwartier van zijn oudere broer Frederik van York, die de Britse, Hannoveraanse en Oostenrijkse troepen leidde. In de Slag bij Tourcoing van 18 mei 1794 verloor hij zijn linkeroog. Om te genezen keerde hij voor het eerst sinds 1786 terug naar Engeland. Hier woonde hij zittingen van het Hogerhuis bij en hield zich actief bezig met de politiek. Hij was een zeer conservatieve Tory, met name tegen de katholieke emancipatie. Het jaar daarop keerde hij terug en leidde de Engelse terugtocht door Nederland. Op 29 maart 1813 kreeg hij de rang van veldmaarschalk.
Op 29 augustus 1799 maakte George III zijn zoon Ernst August tot hertog van Cumberland en Teviotdale en graaf van Armagh. In 1810 raakte hij zwaargewond bij een moordaanslag. Hij huwde op 29 mei 1815 zijn nicht Frederika, dochter van Karel II van Mecklenburg-Strelitz en gewezen echtgenote van Louis van Pruisen (1773-1796) en weduwe van prins Frederik Willem zu Solms-Braunfels (1770-1814). Het Engelse volk (bij wie hij zich door zijn strenge toryisme niet populair had gemaakt) en koningin Charlotte waren tegen dit huwelijk. Frederika had uit haar eerste twee huwelijken acht kinderen. Bij Ernst August kreeg ze er nog drie, van wie er slechts een bleef leven, de latere George V.
Over de door velen als weinig sympathiek ervaren Ernst August gingen allerlei geruchten. Zo zou hij een bediende hebben vermoord en zelfs zijn zus Sophia hebben verkracht. Van Frederika werd beweerd dat ze haar beide vorige echtgenoten had vermoord.

## Koningschap
Koning Willem IV werd na zijn dood op 20 juni 1837 in het Verenigd Koninkrijk opgevolgd door zijn nicht Victoria. De in Hannover geldende Salische Wet maakte opvolging in de vrouwelijke lijn daar echter onmogelijk. Zo kwam Willems eerste mannelijke erfgenaam, Ernst August, op de Hannoveraanse troon en kwam er een einde aan de personele unie tussen Groot-Brittannië en Hannover, die sinds 1714 had bestaan.
Ernst August was een aartsconservatief en impopulair heerser. Hij draaide de tamelijk liberale grondwet van 1833 terug (waartegen de Göttinger Sieben protesteerden) en regeerde als absoluut monarch totdat hij in de Maartrevolutie van 1848 werd gedwongen een nieuwe grondwet aan te nemen. Zijn heerschappij was turbulent en hij maakte zich bepaald niet geliefd. Hij stierf in 1851 en werd begraven in Slot Herrenhausen, waar zijn echtgenote ook ligt. Hij werd opgevolgd door zijn zoon George V, die de laatste koning van Hannover zou zijn.

## Kwartierstaat (voorouders)
| George II van Groot-Brittannië (1683-1760)        | George II van Groot-Brittannië (1683-1760)        | George II van Groot-Brittannië (1683-1760)        | George II van Groot-Brittannië (1683-1760)        | George II van Groot-Brittannië (1683-1760)        | George II van Groot-Brittannië (1683-1760)        | Caroline van Brandenburg-Ansbach (1683-1737) | Caroline van Brandenburg-Ansbach (1683-1737) | Caroline van Brandenburg-Ansbach (1683-1737) | Caroline van Brandenburg-Ansbach (1683-1737) | Caroline van Brandenburg-Ansbach (1683-1737)       | Caroline van Brandenburg-Ansbach (1683-1737)       |                                                    |                                                    | Frederik II van Saksen-Gotha-Altenburg (1676-1732) | Frederik II van Saksen-Gotha-Altenburg (1676-1732) | Frederik II van Saksen-Gotha-Altenburg (1676-1732) | Frederik II van Saksen-Gotha-Altenburg (1676-1732) | Frederik II van Saksen-Gotha-Altenburg (1676-1732) | Frederik II van Saksen-Gotha-Altenburg (1676-1732) | Magdalena Augusta van Anhalt-Zerbst (1679-1740)   | Magdalena Augusta van Anhalt-Zerbst (1679-1740)   | Magdalena Augusta van Anhalt-Zerbst (1679-1740) | Magdalena Augusta van Anhalt-Zerbst (1679-1740) | Magdalena Augusta van Anhalt-Zerbst (1679-1740) | Magdalena Augusta van Anhalt-Zerbst (1679-1740) |                                    |                                    | Adolf Frederik II van Mecklenburg-Strelitz (1658-1708) | Adolf Frederik II van Mecklenburg-Strelitz (1658-1708) | Adolf Frederik II van Mecklenburg-Strelitz (1658-1708) | Adolf Frederik II van Mecklenburg-Strelitz (1658-1708) | Adolf Frederik II van Mecklenburg-Strelitz (1658-1708) | Adolf Frederik II van Mecklenburg-Strelitz (1658-1708) | Emilia van Schwarzburg-Sondershausen (1681–1751) | Emilia van Schwarzburg-Sondershausen (1681–1751) | Emilia van Schwarzburg-Sondershausen (1681–1751) | Emilia van Schwarzburg-Sondershausen (1681–1751) | Emilia van Schwarzburg-Sondershausen (1681–1751) | Emilia van Schwarzburg-Sondershausen (1681–1751) |                                                |                                                | Ernst Frederik I van Saksen-Hildburghausen (1681-1724) | Ernst Frederik I van Saksen-Hildburghausen (1681-1724) | Ernst Frederik I van Saksen-Hildburghausen (1681-1724)    | Ernst Frederik I van Saksen-Hildburghausen (1681-1724)    | Ernst Frederik I van Saksen-Hildburghausen (1681-1724)    | Ernst Frederik I van Saksen-Hildburghausen (1681-1724)    | Sofia Albertine van Erbach-Erbach (1683-1742)             | Sofia Albertine van Erbach-Erbach (1683-1742)             | Sofia Albertine van Erbach-Erbach (1683-1742) | Sofia Albertine van Erbach-Erbach (1683-1742) | Sofia Albertine van Erbach-Erbach (1683-1742) | Sofia Albertine van Erbach-Erbach (1683-1742) |  |  |  |  |  |  |  |  |  |  |  |  |  |  |  |  |  |  |  |  |  |  |  |  |  |  |  |  |  |  |  |  |  |  |  |  |  |  |  |  |  |  |  |  |  |  |  |  |
| George II van Groot-Brittannië (1683-1760)        | George II van Groot-Brittannië (1683-1760)        | George II van Groot-Brittannië (1683-1760)        | George II van Groot-Brittannië (1683-1760)        | George II van Groot-Brittannië (1683-1760)        | George II van Groot-Brittannië (1683-1760)        | Caroline van Brandenburg-Ansbach (1683-1737) | Caroline van Brandenburg-Ansbach (1683-1737) | Caroline van Brandenburg-Ansbach (1683-1737) | Caroline van Brandenburg-Ansbach (1683-1737) | Caroline van Brandenburg-Ansbach (1683-1737)       | Caroline van Brandenburg-Ansbach (1683-1737)       |                                                    |                                                    | Frederik II van Saksen-Gotha-Altenburg (1676-1732) | Frederik II van Saksen-Gotha-Altenburg (1676-1732) | Frederik II van Saksen-Gotha-Altenburg (1676-1732) | Frederik II van Saksen-Gotha-Altenburg (1676-1732) | Frederik II van Saksen-Gotha-Altenburg (1676-1732) | Frederik II van Saksen-Gotha-Altenburg (1676-1732) | Magdalena Augusta van Anhalt-Zerbst (1679-1740)   | Magdalena Augusta van Anhalt-Zerbst (1679-1740)   | Magdalena Augusta van Anhalt-Zerbst (1679-1740) | Magdalena Augusta van Anhalt-Zerbst (1679-1740) | Magdalena Augusta van Anhalt-Zerbst (1679-1740) | Magdalena Augusta van Anhalt-Zerbst (1679-1740) |                                    |                                    | Adolf Frederik II van Mecklenburg-Strelitz (1658-1708) | Adolf Frederik II van Mecklenburg-Strelitz (1658-1708) | Adolf Frederik II van Mecklenburg-Strelitz (1658-1708) | Adolf Frederik II van Mecklenburg-Strelitz (1658-1708) | Adolf Frederik II van Mecklenburg-Strelitz (1658-1708) | Adolf Frederik II van Mecklenburg-Strelitz (1658-1708) | Emilia van Schwarzburg-Sondershausen (1681–1751) | Emilia van Schwarzburg-Sondershausen (1681–1751) | Emilia van Schwarzburg-Sondershausen (1681–1751) | Emilia van Schwarzburg-Sondershausen (1681–1751) | Emilia van Schwarzburg-Sondershausen (1681–1751) | Emilia van Schwarzburg-Sondershausen (1681–1751) |                                                |                                                | Ernst Frederik I van Saksen-Hildburghausen (1681-1724) | Ernst Frederik I van Saksen-Hildburghausen (1681-1724) | Ernst Frederik I van Saksen-Hildburghausen (1681-1724)    | Ernst Frederik I van Saksen-Hildburghausen (1681-1724)    | Ernst Frederik I van Saksen-Hildburghausen (1681-1724)    | Ernst Frederik I van Saksen-Hildburghausen (1681-1724)    | Sofia Albertine van Erbach-Erbach (1683-1742)             | Sofia Albertine van Erbach-Erbach (1683-1742)             | Sofia Albertine van Erbach-Erbach (1683-1742) | Sofia Albertine van Erbach-Erbach (1683-1742) | Sofia Albertine van Erbach-Erbach (1683-1742) | Sofia Albertine van Erbach-Erbach (1683-1742) |  |  |  |  |  |  |  |  |  |  |  |  |  |  |  |  |  |  |  |  |  |  |  |  |  |  |  |  |  |  |  |  |  |  |  |  |  |  |  |  |  |  |  |  |  |  |  |  |
|                                                   |                                                   |                                                   |                                                   |                                                   |                                                   |                                              |                                              |                                              |                                              |                                                    |                                                    |                                                    |                                                    |                                                    |                                                    |                                                    |                                                    |                                                    |                                                    |                                                   |                                                   |                                                 |                                                 |                                                 |                                                 |                                    |                                    |                                                        |                                                        |                                                        |                                                        |                                                        |                                                        |                                                  |                                                  |                                                  |                                                  |                                                  |                                                  |                                                |                                                |                                                        |                                                        |                                                           |                                                           |                                                           |                                                           |                                                           |                                                           |                                               |                                               |                                               |                                               |  |  |  |  |  |  |  |  |  |  |  |  |  |  |  |  |  |  |  |  |  |  |  |  |  |  |  |  |  |  |  |  |  |  |  |  |  |  |  |  |  |  |  |  |  |  |  |  |
|                                                   |                                                   |                                                   |                                                   | Frederik van Groot-Brittannië (1707-1751)         | Frederik van Groot-Brittannië (1707-1751)         | Frederik van Groot-Brittannië (1707-1751)    | Frederik van Groot-Brittannië (1707-1751)    | Frederik van Groot-Brittannië (1707-1751)    | Frederik van Groot-Brittannië (1707-1751)    |                                                    |                                                    |                                                    |                                                    |                                                    |                                                    | Augusta van Saksen-Gotha (1719-1772)               | Augusta van Saksen-Gotha (1719-1772)               | Augusta van Saksen-Gotha (1719-1772)               | Augusta van Saksen-Gotha (1719-1772)               | Augusta van Saksen-Gotha (1719-1772)              | Augusta van Saksen-Gotha (1719-1772)              |                                                 |                                                 |                                                 |                                                 |                                    |                                    |                                                        |                                                        |                                                        |                                                        | Karel van Mecklenburg-Strelitz (1708-1752)             | Karel van Mecklenburg-Strelitz (1708-1752)             | Karel van Mecklenburg-Strelitz (1708-1752)       | Karel van Mecklenburg-Strelitz (1708-1752)       | Karel van Mecklenburg-Strelitz (1708-1752)       | Karel van Mecklenburg-Strelitz (1708-1752)       |                                                  |                                                  |                                                |                                                |                                                        |                                                        | Elisabeth Albertine van Saksen-Hildburghausen (1713-1761) | Elisabeth Albertine van Saksen-Hildburghausen (1713-1761) | Elisabeth Albertine van Saksen-Hildburghausen (1713-1761) | Elisabeth Albertine van Saksen-Hildburghausen (1713-1761) | Elisabeth Albertine van Saksen-Hildburghausen (1713-1761) | Elisabeth Albertine van Saksen-Hildburghausen (1713-1761) |                                               |                                               |                                               |                                               |  |  |  |  |  |  |  |  |  |  |  |  |  |  |  |  |  |  |  |  |  |  |  |  |  |  |  |  |  |  |  |  |  |  |  |  |  |  |  |  |  |  |  |  |  |  |  |  |
|                                                   |                                                   |                                                   |                                                   | Frederik van Groot-Brittannië (1707-1751)         | Frederik van Groot-Brittannië (1707-1751)         | Frederik van Groot-Brittannië (1707-1751)    | Frederik van Groot-Brittannië (1707-1751)    | Frederik van Groot-Brittannië (1707-1751)    | Frederik van Groot-Brittannië (1707-1751)    |                                                    |                                                    |                                                    |                                                    |                                                    |                                                    | Augusta van Saksen-Gotha (1719-1772)               | Augusta van Saksen-Gotha (1719-1772)               | Augusta van Saksen-Gotha (1719-1772)               | Augusta van Saksen-Gotha (1719-1772)               | Augusta van Saksen-Gotha (1719-1772)              | Augusta van Saksen-Gotha (1719-1772)              |                                                 |                                                 |                                                 |                                                 |                                    |                                    |                                                        |                                                        |                                                        |                                                        | Karel van Mecklenburg-Strelitz (1708-1752)             | Karel van Mecklenburg-Strelitz (1708-1752)             | Karel van Mecklenburg-Strelitz (1708-1752)       | Karel van Mecklenburg-Strelitz (1708-1752)       | Karel van Mecklenburg-Strelitz (1708-1752)       | Karel van Mecklenburg-Strelitz (1708-1752)       |                                                  |                                                  |                                                |                                                |                                                        |                                                        | Elisabeth Albertine van Saksen-Hildburghausen (1713-1761) | Elisabeth Albertine van Saksen-Hildburghausen (1713-1761) | Elisabeth Albertine van Saksen-Hildburghausen (1713-1761) | Elisabeth Albertine van Saksen-Hildburghausen (1713-1761) | Elisabeth Albertine van Saksen-Hildburghausen (1713-1761) | Elisabeth Albertine van Saksen-Hildburghausen (1713-1761) |                                               |                                               |                                               |                                               |  |  |  |  |  |  |  |  |  |  |  |  |  |  |  |  |  |  |  |  |  |  |  |  |  |  |  |  |  |  |  |  |  |  |  |  |  |  |  |  |  |  |  |  |  |  |  |  |
|                                                   |                                                   |                                                   |                                                   |                                                   |                                                   |                                              |                                              |                                              |                                              | George III van het Verenigd Koninkrijk (1738-1820) | George III van het Verenigd Koninkrijk (1738-1820) | George III van het Verenigd Koninkrijk (1738-1820) | George III van het Verenigd Koninkrijk (1738-1820) | George III van het Verenigd Koninkrijk (1738-1820) | George III van het Verenigd Koninkrijk (1738-1820) |                                                    |                                                    |                                                    |                                                    |                                                   |                                                   |                                                 |                                                 |                                                 |                                                 |                                    |                                    |                                                        |                                                        |                                                        |                                                        |                                                        |                                                        |                                                  |                                                  |                                                  |                                                  | Charlotte van Mecklenburg-Strelitz (1744-1818)   | Charlotte van Mecklenburg-Strelitz (1744-1818)   | Charlotte van Mecklenburg-Strelitz (1744-1818) | Charlotte van Mecklenburg-Strelitz (1744-1818) | Charlotte van Mecklenburg-Strelitz (1744-1818)         | Charlotte van Mecklenburg-Strelitz (1744-1818)         |                                                           |                                                           |                                                           |                                                           |                                                           |                                                           |                                               |                                               |                                               |                                               |  |  |  |  |  |  |  |  |  |  |  |  |  |  |  |  |  |  |  |  |  |  |  |  |  |  |  |  |  |  |  |  |  |  |  |  |  |  |  |  |  |  |  |  |  |  |  |  |
|                                                   |                                                   |                                                   |                                                   |                                                   |                                                   |                                              |                                              |                                              |                                              | George III van het Verenigd Koninkrijk (1738-1820) | George III van het Verenigd Koninkrijk (1738-1820) | George III van het Verenigd Koninkrijk (1738-1820) | George III van het Verenigd Koninkrijk (1738-1820) | George III van het Verenigd Koninkrijk (1738-1820) | George III van het Verenigd Koninkrijk (1738-1820) |                                                    |                                                    |                                                    |                                                    |                                                   |                                                   |                                                 |                                                 |                                                 |                                                 |                                    |                                    |                                                        |                                                        |                                                        |                                                        |                                                        |                                                        |                                                  |                                                  |                                                  |                                                  | Charlotte van Mecklenburg-Strelitz (1744-1818)   | Charlotte van Mecklenburg-Strelitz (1744-1818)   | Charlotte van Mecklenburg-Strelitz (1744-1818) | Charlotte van Mecklenburg-Strelitz (1744-1818) | Charlotte van Mecklenburg-Strelitz (1744-1818)         | Charlotte van Mecklenburg-Strelitz (1744-1818)         |                                                           |                                                           |                                                           |                                                           |                                                           |                                                           |                                               |                                               |                                               |                                               |  |  |  |  |  |  |  |  |  |  |  |  |  |  |  |  |  |  |  |  |  |  |  |  |  |  |  |  |  |  |  |  |  |  |  |  |  |  |  |  |  |  |  |  |  |  |  |  |
|                                                   |                                                   |                                                   |                                                   |                                                   |                                                   |                                              |                                              |                                              |                                              |                                                    |                                                    |                                                    |                                                    |                                                    |                                                    |                                                    |                                                    |                                                    |                                                    |                                                   |                                                   |                                                 |                                                 |                                                 |                                                 |                                    |                                    |                                                        |                                                        |                                                        |                                                        |                                                        |                                                        |                                                  |                                                  |                                                  |                                                  |                                                  |                                                  |                                                |                                                |                                                        |                                                        |                                                           |                                                           |                                                           |                                                           |                                                           |                                                           |                                               |                                               |                                               |                                               |  |  |  |  |  |  |  |  |  |  |  |  |  |  |  |  |  |  |  |  |  |  |  |  |  |  |  |  |  |  |  |  |  |  |  |  |  |  |  |  |  |  |  |  |  |  |  |  |
|                                                   |                                                   |                                                   |                                                   |                                                   |                                                   |                                              |                                              |                                              |                                              |                                                    |                                                    |                                                    |                                                    |                                                    |                                                    |                                                    |                                                    |                                                    |                                                    |                                                   |                                                   |                                                 |                                                 |                                                 |                                                 |                                    |                                    |                                                        |                                                        |                                                        |                                                        |                                                        |                                                        |                                                  |                                                  |                                                  |                                                  |                                                  |                                                  |                                                |                                                |                                                        |                                                        |                                                           |                                                           |                                                           |                                                           |                                                           |                                                           |                                               |                                               |                                               |                                               |  |  |  |  |  |  |  |  |  |  |  |  |  |  |  |  |  |  |  |  |  |  |  |  |  |  |  |  |  |  |  |  |  |  |  |  |  |  |  |  |  |  |  |  |  |  |  |  |
| George IV van het Verenigd Koninkrijk (1762-1830) | George IV van het Verenigd Koninkrijk (1762-1830) | George IV van het Verenigd Koninkrijk (1762-1830) | George IV van het Verenigd Koninkrijk (1762-1830) | George IV van het Verenigd Koninkrijk (1762-1830) | George IV van het Verenigd Koninkrijk (1762-1830) |                                              |                                              | Frederik van York (1763-1827)                | Frederik van York (1763-1827)                | Frederik van York (1763-1827)                      | Frederik van York (1763-1827)                      | Frederik van York (1763-1827)                      | Frederik van York (1763-1827)                      |                                                    |                                                    | Willem IV van het Verenigd Koninkrijk (1765-1837)  | Willem IV van het Verenigd Koninkrijk (1765-1837)  | Willem IV van het Verenigd Koninkrijk (1765-1837)  | Willem IV van het Verenigd Koninkrijk (1765-1837)  | Willem IV van het Verenigd Koninkrijk (1765-1837) | Willem IV van het Verenigd Koninkrijk (1765-1837) |                                                 |                                                 | Charlotte van Hannover (1766-1828)              | Charlotte van Hannover (1766-1828)              | Charlotte van Hannover (1766-1828) | Charlotte van Hannover (1766-1828) | Charlotte van Hannover (1766-1828)                     | Charlotte van Hannover (1766-1828)                     |                                                        |                                                        | Eduard August van Kent (1767-1820)                     | Eduard August van Kent (1767-1820)                     | Eduard August van Kent (1767-1820)               | Eduard August van Kent (1767-1820)               | Eduard August van Kent (1767-1820)               | Eduard August van Kent (1767-1820)               |                                                  |                                                  | Ernst August I van Hannover (1771-1851)        | Ernst August I van Hannover (1771-1851)        | Ernst August I van Hannover (1771-1851)                | Ernst August I van Hannover (1771-1851)                | Ernst August I van Hannover (1771-1851)                   | Ernst August I van Hannover (1771-1851)                   |                                                           |                                                           | ... + 6 zusters en 3 broers                               | ... + 6 zusters en 3 broers                               | ... + 6 zusters en 3 broers                   | ... + 6 zusters en 3 broers                   | ... + 6 zusters en 3 broers                   | ... + 6 zusters en 3 broers                   |  |  |  |  |  |  |  |  |  |  |  |  |  |  |  |  |  |  |  |  |  |  |  |  |  |  |  |  |  |  |  |  |  |  |  |  |  |  |  |  |  |  |  |  |  |  |  |  |

- Gemeinsame Normdatei: 118530925
- International Standard Name Identifier: 0000 0000 2675 6616
- Library of Congress Control Number: n88068452
- Nationale bibliotheek van Australië: 49862615
- Nationale Bibliotheek van Israël: 987007277522105171
- Nederlandse Thesaurus van Auteursnamen: 06863160X
- SNAC: w6nc68c1
- Système universitaire de documentation: 258167319
- Museum of New Zealand Te Papa Tongarewa: 68042
- Trove: 1526396
- Virtual International Authority File: 37707871
- WorldCat: E39PBJd3MJ37qbrhdpprBf9MT3